# Grgur XI.
Grgur XI., rođen kao Pierre Roger de Beaufort, papa od 30. prosinca 1370. do 27. ožujka 1378. godine.